# ウラディーミル・ミーニン
ウラディーミル・ニコラエヴィチ・ミーニン（ロシア語: Владимир Николаевич Минин、ラテン文字表記の例:Vladimir Nikolaevich Minin、1929年1月10日 - ）は、ソビエト連邦、ロシアの合唱指揮者、音楽教師。
モスクワ室内合唱団の創設者であり、結成より2019年までの半世紀近くにわたり、同団の芸術監督兼首席指揮者を務めた。ソ連人民芸術家(1988年授与)。ソビエト連邦国家賞受賞者(1982年)。

## 概要
レニングラードに生まれる。1937年から1944年までレニングラード合唱学校(現在のグリンカ記念合唱学校)に学び、1944年にモスクワ合唱学校に移る。同校を1945年に卒業後、モスクワ音楽院に入学しウラディスラフ・ソコロフに学ぶ。1950年に卒業した後、同校大学院に進み、アレクサンドル・スヴェシニコフの指導を受け、1957年に修了した。
在学中の1949年から1950年、及び1954年から1957年の間、スヴェシニコフが指揮者を務めるソビエト国立アカデミー･ロシア合唱団の指揮者として、また、1951年から1954年の間は、ポーランドに駐屯する北方ソビエト軍集団歌と踊りのアンサンブルの芸術監督兼首席指揮者として活躍している。大学院終了後は、1958年から1963年までモルダヴィア共和国功労合唱団「ドイナ」の、1965年から1967年まではレニングラード・アカデミー・ロシア合唱団の芸術監督を務めた。
教師としての活動は、1954年から開始しており、母校のモスクワ音楽院のほか、キシナウ芸術専門学校、ノヴォシビルスク音楽院(1963年-1965年)で合唱指揮講座を担当している。1967年よりグネーシン記念音楽教育大学で教え始め、1978年に教授に昇進、1971年から1979年の間は大学総長を務めている。
総長職を務める傍ら、1972年にグネーシン記念音楽教育大学の学生、卒業生、教師を集め、22名から成る室内合唱団を結成し、芸術監督兼首席指揮者の座に就いた。当初、アマチュアとして発足した合唱団はすぐに国から活動を認められ、翌1973年に国立組織となり、国立モスクワ室内合唱団と名を改めた。以降、2019年までの長きにわたりミーニンが芸術監督兼首席指揮者を務めた。1987年から1990年の間はソビエト国立アカデミー･ロシア合唱団の芸術監督兼首席指揮者も兼務した。
1978年にロシア連邦共和国人民芸術家の称号を、1982年にモスクワ室内合唱団との演奏活動を称えられソビエト連邦国家賞を、1988年にソ連人民芸術家の称号を授与されている。
レパートリーはルネサンス音楽からロシア民謡、現代音楽まで幅広く、ソ連・ロシアの合唱を伴う諸作品―ゲオルギー・スヴィリードフのカンタータ「夜の雲」、ヴァレリー・ガヴリーリンの独唱、合唱、オーボエと打楽器のための合唱交響曲「鐘」、ロディオン・シチェドリンの「封印された天使」、ウラディーミル・ダシケーヴィチの「黙示録の7つの雷光」、ギヤ・カンチェリの「無意味な戦争」などの初演を手掛けている。

## 主な受賞と栄誉
- モルダヴィア共和国功労芸術労働者(1961年)
- ロシア連邦共和国人民芸術家(1978年)
- ソビエト連邦国家賞(1982年)
- ソ連人民芸術家(1988年)
- 祖国貢献勲章4等(1997年)
- 祖国貢献勲章3等(2004年)
- 聖ウラディーミル勲章(1997年)
- モスクワ公聖ダニイル勲章2等(2004年)
- 名誉勲章(2008年12月24日)[3]
- トリオンフィ賞(2009年)[4]
- 栄光と名誉勲章(2012年、ロシア正教会より)
- 聖アンドレイ勲章(2012年)
- 友好勲章(2014年8月14日)[5]